# Pa d'all

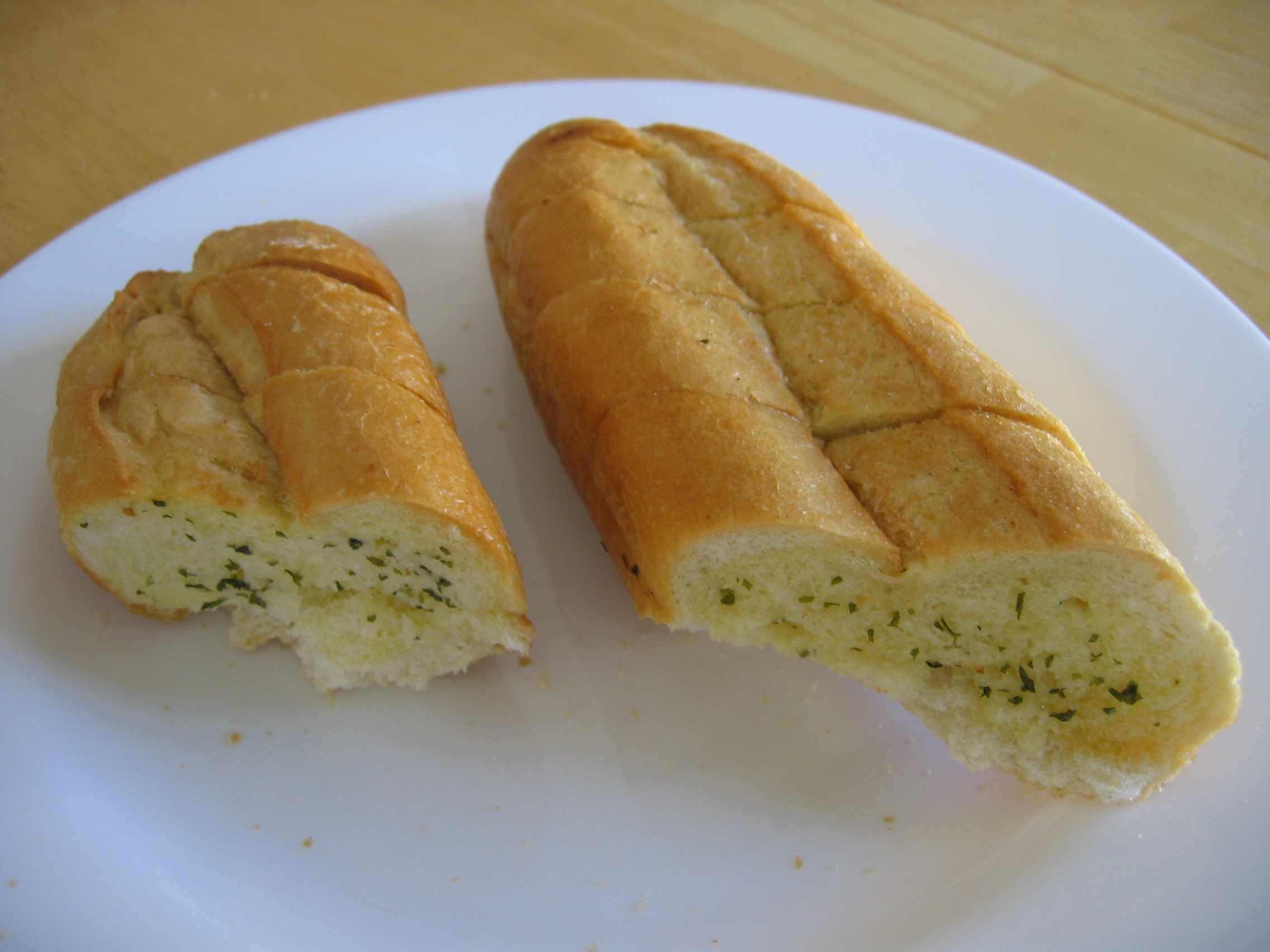
Pa d'all

El pa d'all consisteix típicament en pa cobert amb all i oli d'oliva. S'usa sovint com a acompanyament simple per a la pasta i d'altres plats italians. S'acostuma a torrar o enfornar.

## Història
El pa d'all va ser desenvolupat als anys 1970 per Cole's Quality Foods a Michigan. Amb els anys, s'ha discutit si el pa d'all és una variant de la bruschetta o si és una creació dels Estats Units (torrada texana).

## Característiques
És freqüent elaborar-ho amb pans com ara les baguets o el pa italià, tallat a llesques cap a la base però deixant la peça sense acabar de trencar. El pa es ruixa aleshores amb oli d'oliva, i s'afegeix all picat o en pols entre les llesques. A continuació es cou en un forn. Alternativament, pot tallar-se en llesques separades i cobrir-se amb oli o mantega individualment.
Una variant moderna de la recepta inclou cobrir el pa d'all amb diverses varietats de formatge, sovint mozzarella, cheddar o feta. També pot afegir-se una capa fina de parmesà acabat de ratllar.